# Mistrovství světa ve vodním slalomu 1993
Mistrovství světa ve vodním slalomu 1993 se uskutečnilo ve italském Mezzanu pod záštitou Mezinárodní kanoistické federace. Jednalo se o 23. mistrovství světa ve vodním slalomu.

## Muži

### Kánoe
| Závod       | Zlato                                                                                  | Body   | Stříbro                                                                                              | Body   | Bronz                                                                                      | Body   |
| C1          | Martin Lang (GER)                                                                      | 140.44 | Hervé Delamarre (FRA)                                                                                | 140.92 | Sören Kaufmann (GER)                                                                       | 142.98 |
| C1 družstvo | Slovinsko Jože Vidmar Boštjan Žitnik Simon Hočevar                                     | 173.88 | Spojené království Bill Horsman Gareth Marriott Mark Delaney                                         | 174.39 | Itálie Francesco Stefani Luca Dalla Libera Renato de Monti                                 | 175.85 |
| C2          | Česko Jiří Rohan Miroslav Šimek                                                        | 144.63 | Francie Éric Biau Bertrand Daille                                                                    | 148.53 | Francie Frank Adisson Wilfrid Forgues                                                      | 150.57 |
| C2 družstvo | Česko Marek Jiras a Tomáš Máder Petr Štercl a Pavel Štercl Jiří Rohan a Miroslav Šimek | 172.85 | Francie Éric Biau a Bertrand Daille Emmanuel del Rey a Thierry Saidi Frank Adisson a Wilfrid Forgues | 173.76 | Slovensko Roman Štrba a Roman Vajs Juraj Ontko a Ladislav Čáni Viktor Beneš a Milan Kučera | 181.08 |

### Kajak
| Závod       | Zlato                                                    | Body   | Stříbro                                                     | Body   | Bronz                                           | Body   |
| K1          | Richard Fox (GBR)                                        | 119.95 | Richard Weiss (USA)                                         | 120.52 | Melvyn Jones (GBR)                              | 122.37 |
| K1 družstvo | Spojené království Richard Fox Melvyn Jones Shaun Pearce | 153.91 | Francie Manuel Brissaud Vincent Fondeviole Sylvain Curinier | 156.20 | Česko Vojtěch Bareš Pavel Přindiš Luboš Hilgert | 157.61 |

## Ženy

### Kajak
| Závod       | Zlato                                                          | Body   | Stříbro                                             | Body   | Bronz                                                              | Body   |
| K1          | Myriam Jerusalmiová (FRA)                                      | 144.89 | Anne Boixelová (FRA)                                | 149.41 | Marianne Agulhonová (FRA)                                          | 150.04 |
| K1 družstvo | Francie Myriam Jerusalmiová Sylvie Lepeltierová Anne Boixelová | 180.78 | USA Jana Freeburnová Cathy Hearnová Dana Chladeková | 189.25 | Spojené království Maria Lundová Rachel Crosbeeová Lynn Simpsonová | 194.55 |

## Medailové pořadí zemí
| Pořadí | Země               | Zlato | Stříbro | Bronz | Celkem |
| ------ | ------------------ | ----- | ------- | ----- | ------ |
| 1      | Francie            | 2     | 5       | 2     | 9      |
| 2      | Spojené království | 2     | 1       | 2     | 5      |
| 3      | Česko              | 2     | 0       | 1     | 3      |
| 4      | Německo            | 1     | 0       | 1     | 2      |
| 5      | Slovinsko          | 1     | 0       | 0     | 1      |
| 6      | USA                | 0     | 2       | 0     | 2      |
| 7      | Itálie             | 0     | 0       | 1     | 1      |
| 7      | Slovensko          | 0     | 0       | 1     | 1      |
| Celkem | Celkem             | 8     | 8       | 8     | 24     |